# Wabash (Washington, King megye)
Wabash az Amerikai Egyesült Államok északnyugati részén, Washington állam King megyéjében elhelyezkedő önkormányzat nélküli település.
Wabash postahivatala 1892 és 1904 között működött.